# Kindertotenlieder (Mahler)
Pour l’article homonyme, voir Kindertotenlieder.
Les Kindertotenlieder (Chants sur la mort des enfants) sont un cycle de cinq lieder pour voix et orchestre composé par Gustav Mahler de 1901 à 1904.
Les poèmes sont des textes extraits du recueil de 428 poèmes Kindertotenlieder que Friedrich Rückert a écrit à la suite de la mort de deux de ses enfants.
Les cinq chants s'intitulent :
1. Nun will die Sonn' so hell aufgehn (Maintenant le soleil va se lever, si brillant) ;
2. Nun seh' ich wohl, warum so dunkle Flammen (Maintenant je vois bien pourquoi des flammes aussi sombres) :
3. Wenn dein Mütterlein (Si ta petite Maman) ;
4. Oft denk' ich, sie sind nur ausgegangen (Souvent, je pense qu'ils (elles) sont seulement sorti(e)s) ;
5. In diesem Wetter, in diesem Braus (Par ce temps, sous cette averse).

## Histoire
L'écriture des Kindertotenlieder, publiés en 1905, fit l'objet de tensions entre Gustav Mahler et Alma, qui aurait estimé que son époux provoquait le destin par cette écriture. Lorsque la première fille du couple, Anna-Maria, meurt de la scarlatine en 1907, Alma conçoit à l'égard de Mahler une rancune qu'elle exprimera plus tard : « Je puis bien comprendre que l'on publie de si terribles textes quand on n'a pas d'enfants, ou quand on a perdu des enfants. Mais je ne puis comprendre que l'on puisse chanter la mort d'enfants quand, une demi-heure auparavant, on a serré et embrassé les siens, gais et en santé. Je lui ai dit alors : "Pour l'amour de Dieu, tu peins le diable sur la muraille". ». 

## Fiche technique
- Titre : Kindertotenlieder
- Composition : 1901 à 1904
- Durée : 20 minutes environ
- Création :
- Publication : 1905

### Orchestration
- 1 voix soliste (en général baryton, baryton-basse ou mezzo-soprano)
- 2 flûtes & 1 piccolo
- 2 hautbois & 1 cor anglais
- 2 clarinettes & 1 clarinette basse
- 2 bassons & 1 contrebasson
- 4 cors
- Timbales
- tam-tam
- Glockenspiel
- Célesta
- Harpe
- Violons 1 et 2
- Altos
- Violoncelles
- Contrebasses

## Analyse
Le texte des cinq chants est traduit en français sur Wikisource.

### Nun will die Sonn' so hell aufgehn
Nun will die Sonn' so hell aufgehn,
Als sei kein Unglück die Nacht geschehn!
Das Unglück geschah nur mir allein!
Die Sonne, sie scheinet allgemein!
:Du mußt nicht die Nacht in dir verschränken,
Mußt sie ins ew'ge Licht versenken!
Ein Lämplein verlosch in meinem Zelt!
Heil sei dem Freudenlicht der Welt!
Tonalité : Ré mineur.

Structure : 
T. 1 Einleitung
T. 5 1. Strophe a + b
T. 16 Zwischenspiel
T. 25 2. Strophe a + b
T. 37 Zwischenspiel
T. 48 3. Strophe a' + b'
T. 59 Zwischenspiel
T. 68 4. Strophe a + b + Coda
Sachant qu'ici une strophe correspond à 2 vers.

### Wenn dein Mütterlein
Ce passage est disponible en fichier MIDI sur Symphozik : fichiers MIDI pour Gustav Mahler.

## Écoute
| Gustav Mahler, Kindertotenlieder Orchestre philharmonique de Berlin, chant Dietrich Fischer-Dieskau, direction Rudolf Kempe, (1955) |
| I. Nun will die Sonn' so hell aufgehn                                                                                               |
| |
| II. Nun seh' ich wohl, warum so dunkle Flammen                                                                                      |
| |
| III. Wenn dein Mütterlein |
| |
| IV. Oft denk' ich, sie sind nur ausgegangen                                                                                         |
| |
| V. In diesem Wetter, in diesem Braus                                                                                                |
| |

## Discographie sélective
- Kathleen Ferrier avec l'Orchestre philharmonique de Vienne dirigé par Bruno Walter, 1949, EMI
- Dietrich Fischer-Dieskau avec l'Orchestre philharmonique de Berlin dirigé par Rudolf Kempe, 1955
- Kirsten Flagstad avec l'Orchestre philharmonique de Vienne dirigé par Adrian Boult, 1958
- Dietrich Fischer-Dieskau avec l'Orchestre philharmonique de Berlin dirigé par Karl Boehm, 1963, DG
- Jessye Norman avec le Boston Symphony Orchestra dirigé par Seiji Ozawa en 1988
- Brigitte Fassbaender avec le Deutsches Symphonie-Orchester Berlin dirigé par Riccardo Chailly, 1989, Decca
- Anne Sofie von Otter avec l'Orchestre philharmonique de Vienne dirigé par Pierre Boulez, 2003, DG

## Postérité
Le premier chant Nun will die Sonn' so hell aufgehn est entendu dans le film Monsieur Klein tourné par Joseph Losey en 1976, à la séquence du spectacle antisémite.